# Pius Lässer
Pius Lässer (* 3. Mai 1931 in Hittisau; † 11. Juli 2023 in Innsbruck) war ein österreichischer Ingenieur und Unternehmer.

## Leben
Pius Lässer wurde als Sohn des Tierarztes Pius Lässer und Margaretha Lässer (geb. Moosbrugger) geboren. Er hatte drei Geschwister. Nach Ausbruch des Zweiten Weltkrieges wurde sein Vater zur Deutschen Wehrmacht einberufen und kehrte erst zehn Jahre später aus der Kriegsgefangenschaft heim. In dieser Zeit besuchte Pius Lässer das Gymnasium in Bregenz und half in der kleinen Landwirtschaft seiner Eltern mit. Von 1951 bis 1958 studierte Lässer an der Technischen Hochschule in Graz, wo er das  Bauingenieurstudium mit Auszeichnung abschloss. Im Anschluss war er als Assistent am dortigen Institut für Wasserbau tätig und schloss zwei Jahre später auch das Studium für Wirtschaftsingenieurwesen ab. Anschließend arbeitete er in Wiesbadenfür ein Ingenieurbüro und wechselte 1966 zur Bechtel Corporation, die mit dem Bau der Transalpinen Ölleitung von Triest nach Ingolstadt beauftragt war. 1967 gründete er in Innsbruck ein Ingenieurbüro.

## Wirken
Mit dem Start der Zusammenarbeit mit dem  österreichischen Ingenieur Adolf Feizlmayr, den Lässer beim Bau der Transalpinen Ölleitung kennengelernt hatte, wurde aus dem Ingenieurbüro 1969 die Ingenieurgemeinschaft Lässer-Feizlmayr (ILF), die später zur ILF Beratende Ingenieure GmbH wurde.

## Auszeichnungen
- Silbernes Ehrenzeichen für Verdienste um die Republik Österreich[1]
- Ehrenzeichen des Landes Tirol (2008)[2]
- Silbernes Ehrenzeichen des Landes Vorarlberg (2007)[3]